# Youssef Rossi
Youssef Rossi (Casablanca, Marruecos, 28 de junio de 1973) es un ex-futbolista marroquí, que se desempeñó como defensa y que militó en diversos clubes de Marruecos, Francia, Escocia, Países Bajos y Catar.

## Clubes
| Club            | País         | Año         |
| --------------- | ------------ | ----------- |
| Raja Casablanca | Marruecos    | 1995 - 1996 |
| Rennes          | Francia      | 1997 - 1999 |
| NEC Nijmegen    | Países Bajos | 1999 - 2000 |
| Dunfermline     | Escocia      | 2000 - 2003 |
| Raja Casablanca | Marruecos    | 2003 - 2004 |
| Al-Khor         | Catar        | 2004 - 2007 |

## Selección nacional
Ha sido internacional con la selección de fútbol de Marruecos, donde jugó en 22 ocasiones y no marcó goles en el seleccionado adulto. Asimismo, Rossi participó junto a su selección en una Copa del Mundo y fue en la edición de Francia 1998, cuando su selección quedó eliminada en la primera fase, siendo tercero en su grupo (que compartió con Brasil, Noruega y Escocia).